# 东留镇
东留乡，是中华人民共和国福建省龙岩市武平县下辖的一个乡镇级行政单位。

## 行政区划
东留乡下辖以下地区：
大明村、桂坑村、兰畲村、背寨村、龙溪村、中坊村、大联村、永福村、新中村、小溪村、苏湖村、黄坊村、封侯村、新联村、新福村、大阳村、南坊村和泥洋村。